# Salon de Bruxelles de 1851
Le Salon de Bruxelles de 1851 est la quinzième édition du Salon de Bruxelles, exposition périodique d'œuvres d'artistes vivants. Il a lieu en 1851, du 15 août au 31 octobre dans un bâtiment provisoire élevé dans la cour palais de Charles de Lorraine à Bruxelles, à l'initiative de la Société royale de Bruxelles pour l'encouragement des beaux-arts.
Ce Salon est le septième organisé depuis l'Indépendance de la Belgique en 1831. Les prix sont remis sous forme de médailles d'or, ainsi que de récompenses pécuniaires. Plus de vingt artistes belges et étrangers sont élevés dans l'ordre de Léopold. Le Salon a lieu en même temps que l'Exposition universelle de Londres attirant davantage d'artistes et de visiteurs que lors des éditions précédentes. L'exposition belge a lieu dans un nouveau bâtiment provisoire érigé à cet effet dans la cour du palais de Charles de Lorraine.
Gustave Courbet suscite la polémique avec son œuvre Les Casseurs de pierres, jugée trop réaliste. La peinture d'histoire, à l'instar de l'ensemble des écoles européennes, décline en faveur des scènes de genre et des paysages. 

## Organisation
Pour chaque exposition, les dates et l'organisation générale sont fixées par Arrêté royal, sur proposition du ministre responsable. La commission directrice de l'exposition est ensuite nommée par Arrêté ministériel, le règlement de l'exposition est également fixé par Arrêté ministériel. Chaque Salon est donc géré par une commission directrice distincte.

## Contexte
Ce Salon est le septième organisé depuis l'Indépendance de la Belgique en 1831. L'exposition de 1851 débute le 15 août. Elle a lieu en même temps que l'Exposition universelle de 1851 qui se tient du 1er mai au 15 octobre 1851 à Londres. Cette concordance permet de profiter d'une affluence européenne et une émulation positive pour la Belgique. Dans cet esprit, et afin de permettre une meilleure visibilité des œuvres, le lieu du Salon est transféré dans un nouvel édifice, à deux niveaux, construit à la hâte dans la cour du palais de Charles de Lorraine, selon les plans de l'architecte Jean-Pierre Cluysenaar. Le local est construit en deux mois pour la somme de 35 000 francs et présente l'avantage d'avoir aboli à l'intérieur les balustrades qui tenaient à distance les amateurs. Le Salon est inauguré par le roi Léopold Ier, pour la première fois sans la reine Louise défunte depuis l'année précédente.

## Catalogue

### Données générales
Alors que le Salon de 1848 comprenait près de 1 186 numéros, l'édition de 1851 en propose 1 481. 
Le Salon s'internationalise : par rapport à 1848, le nombre d'exposants étrangers triple. Parmi les 792 exposants, 314 sont étrangers et issus de davantage de nations que lors des éditions précédentes : France (21 % du total des exposants), Allemagne (8 %) et Pays-Bas (8 %), mais aussi Grande-Bretagne, Espagne, Italie et Suisse.

### Peinture

#### Gustave Courbet

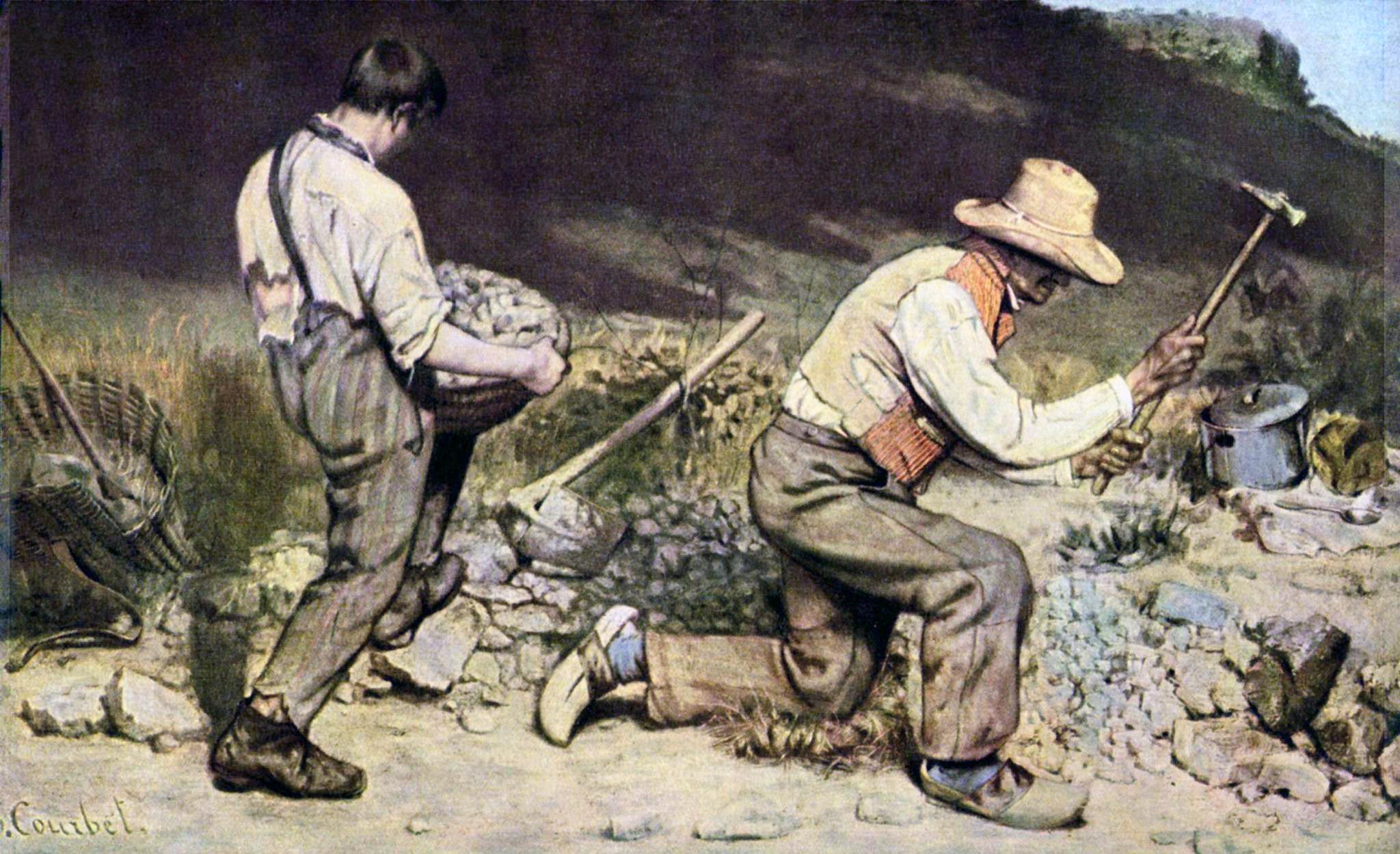
Les Casseurs de pierres de Gustave Courbet.

Gustave Courbet expose deux toiles au Salon : Le Joueur de basse et Les Casseurs de pierres. La seconde œuvre suscite des réactions contrastées. Le critique du Journal de la Belgique y voit une qualité rare : le style. Il y voit une œuvre jugée avec prévention, alors qu'elle relève de la religion, de la glorification du travail. Il réfute les propos affirmant que Courbet est un peintre socialiste afin de le déconsidérer. Cette œuvre remarquable est celle d'un peintre plébéien peignant un aspect de la nature jusqu'alors très peu envisagé, très neuf et très juste de caractère, mais si Courbet a réalisé une belle chose, elle demeure incomplète et ne devrait pas faire dégénérer sa rude franchise en système. Le quotidien L'Indépendance belge affirme que le tableau est original car il nie les principes universellement reconnus. Il prétend que le scandale est né du piège des critiques parisiens dans lequel sont tombés les lecteurs crédules. Quant au Joueur de basse, il le juge négativement en dépit de quelques velléités de coloristes qu'il devrait utiliser avec moins de dévergondage. Le peintre Antoine Wiertz relève les contradictions exprimées dans la presse : « tableau de religion, tableau à peine digne de servir d'enseigne à une taverne de bas étage, œuvre d'un peintureur de dépravation et d'insolence, la sobriété de sa couleur, son coloris est faux, M. Courbet ne sait ni dessiner ni peindre. ». Après le Salon de Bruxelles de 1851, l'exemple de Gustave Courbet suscite une peinture réaliste riche en paysages et en scènes d'intérieur.

#### Évolution de la peinture au Salon
Selon L'Indépendance belge, la peinture d'histoire et des sujets religieux est progressivement abandonnée. Les artistes y renoncent car conserver de grandes toiles dans leur atelier n'est pas rentable. Les acquéreurs sont peu enclins à commander des tableaux représentant des scènes de martyr ou de calvaire, leur préférant des sujets de fantaisie. Les nouveaux venus s'insurgent contre le règne compassé des péplums et des casques antiques. L'étoile des néo-classiques, tel François-Joseph Navez, pâlit au bénéfice d'une génération romantique se levant, excitée par le mouvement littéraire qui atteint son apogée en France. Parmi les toiles remarquées en 1851 : Derniers honneurs rendus aux comtes d'Egmont et de Horn de Louis Gallait et Sainte Élisabeth de Hongrie distribuant des aumônes aux pauvres de Nicaise De Keyser ou Tintoret peignant sa fille morte de Léon Cogniet. Jules Storms expose deux compositions hardies et d'une grande originalité : Moines pendant le pillage et Baptême à Saint-Marc à Venise.
Différentes écoles picturales sont représentées au Salon. L'école allemande, qui jusqu'ici n'avait envoyé des paysages, expose des tableaux d'histoire et des portraits. Eduard Bendemann de Düsseldorf et Carl Joseph Begas de Berlin côtoient les peintres belges, dont la force reste le coloris. Toutefois, les genres tendent à se diviser : les peintres d'histoire jadis capables de représenter tous les éléments de leurs compositions, tels les figures, le ciel, la mer ou des ruines se contentent de les indiquer sommairement ou recourent à l'aide de paysagistes.
Les scènes de genre sont les plus nombreuses au Salon. Cette importance accrue provient de l'école française. Henri Leys, dont les œuvres offrent des coloris lumineux et chatoyants et Jean-Baptiste Madou, dont les sujets sont toujours bien conçus, servis par son sens de l'observation, illustrent l'école belge par importance de leur mérite.
Les paysages et les animaux sont généreusement représentés par des artistes tels Auguste Anastasi aux sites variés, Rosa Bonheur et ses animaux représentés avec vérité ou encore le Courtraisien Louis-Pierre Verwée qui a progressé comme observateur et exécutant : son grand paysage donne à voir de beaux chênes bien feuillés, des terrains peints avec fermeté et un ciel qui ne manque pas de finesse.

### Sculpture

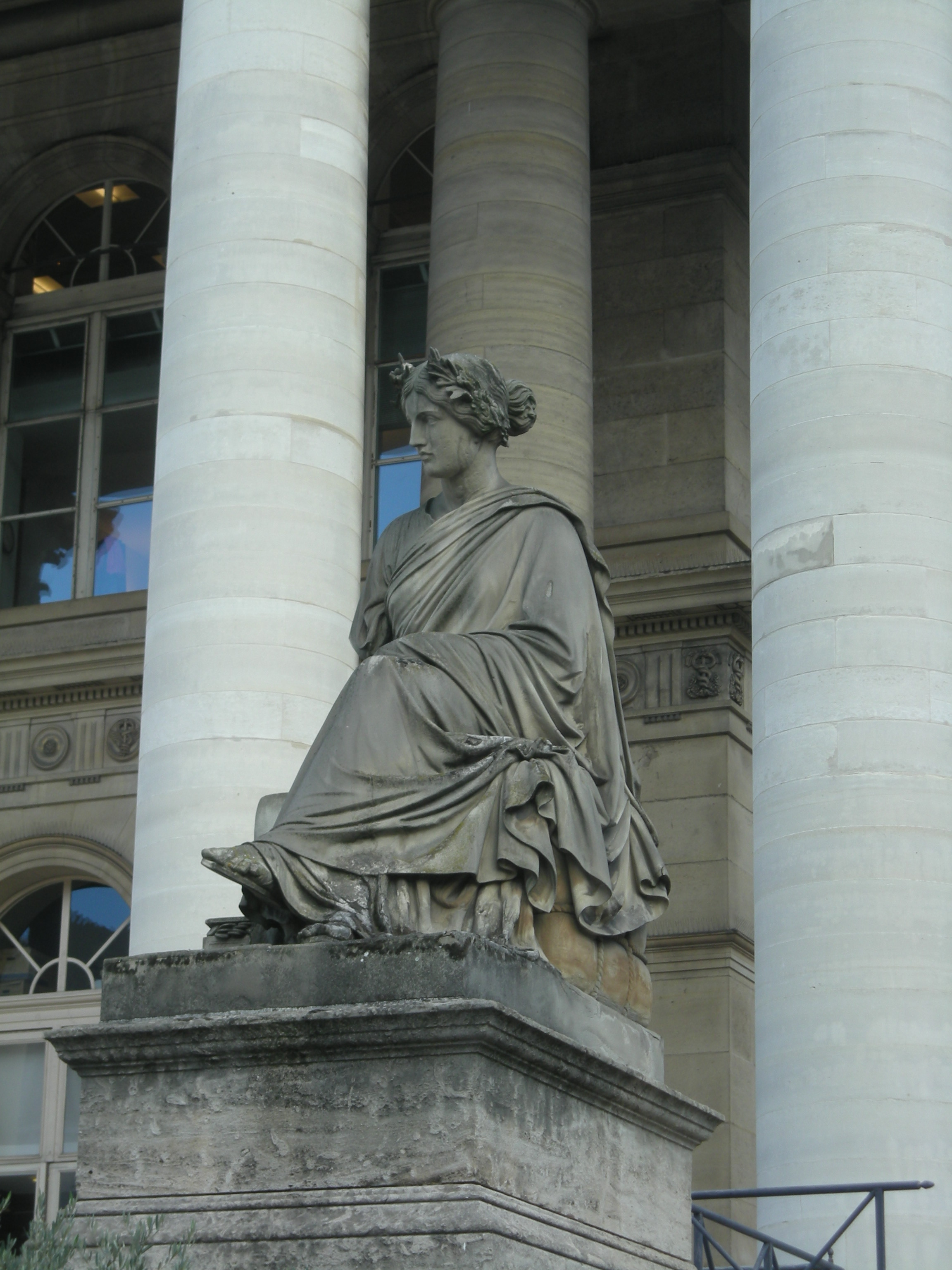
Le Commerce par Auguste Dumont au Palais Brongniart à Paris.

Peu de sculptures sont exposées : des bustes froids de bourgeois, des œuvres sans imagination, ni poésie, ni sentiment, manquant de caractère. Parmi les statuaires qui exposent, le Français Auguste Dumont a réalisé Le Commerce, modèle d'une des statues destinées à orner la façade du palais de la bourse à Paris. Johannes Antonius van der Ven, de Bois-le-Duc, présente une statue en marbre, Eve tentée par le démon, qui a de la grâce, avec un peu de mignardise, traitée d'un ciseau habile et très net. La Bacchante d'Aimable Dutrieux, originaire de Tournai et établi à Ixelles, se distingue par une certaine abondance tranquille, mais elle manque d'accent et de fermeté. Joseph Ducaju a exécuté un Mathieu de Layens qui a du caractère, de la vigueur et une certaine naïveté. Le Caïn de Louis Jehotte a de l'énergie, du caractère et beaucoup d'exactitude anatomique. Joseph Jaquet a envoyé trois groupes très estimables : L'Âge d'or et L'Aurore conduisant la Fertilité sur la terre, deux groupes en plâtre, de même que L'Enlèvement des Sabines, un groupe en bronze.

### Gravure et lithographie
Si la gravure n'est pas nombreuse, elle est dignement représentée par Achille-Louis Martinet et Les Derniers moments du comte d'Egmont qui brille par la pureté du dessin, par Jules François et Napoléon à Fontainebleau, de même que son frère Alphonse François et son Pic de la Mirandole. Les deux frères méritent les mêmes éloges au sujet de leur judicieux sentiment de la couleur et de l'effet. Le graveur belge Joseph Delboëte, élève de Luigi Calamatta, expose Portrait de l'archiduc Albert, d'après Rubens et Portrait de Philippe le Bon, tandis que Gustave Biot expose deux gravures représentant, l'une le duc d'Albe et l'autre le poète Théodore Weustenraad. Quant à la lithographie, son meilleur représentant au Salon est le Parisien Adolphe Mouilleron, qui sait judicieusement choisir les œuvres qu'il reproduit. Coloriste de premier plan, il varie adroitement sa manière d'après le modèle à reproduire, comme son Rembrandt d'après Henri Leys empreint de finesse de lumière, de douceur d'effet, d'une tranquillité de tons et du moelleux dans tous les détails.

## Résultats

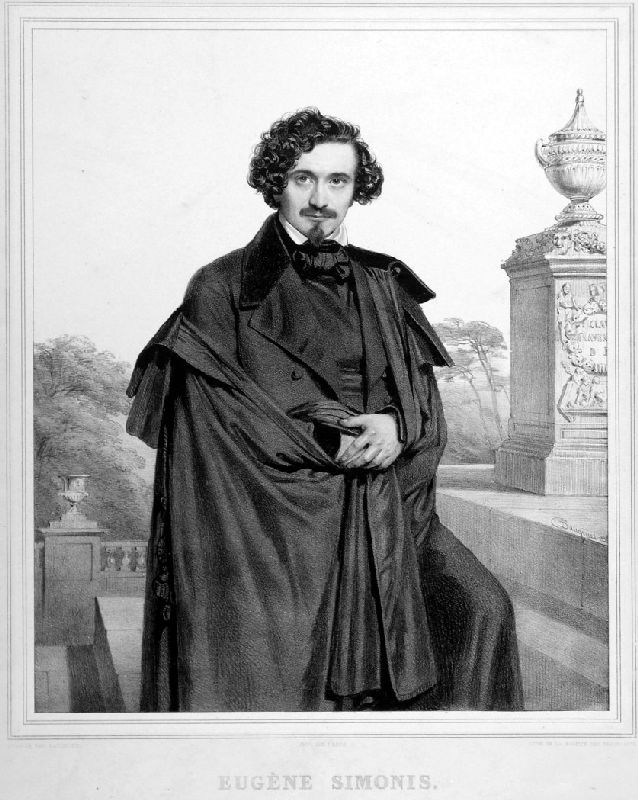
Louis-Eugène Simonis officier de l'ordre de Léopold, lithographie de Charles Baugniet.

Lors d'une cérémonie solennelle en présence du roi Léopold Ier et de ses trois enfants, la distribution des récompenses a lieu dans un local élevé par le Cercle artistique. Les récompenses sont octroyées conjointement aux participants de l'Exposition universelle de Londres et à ceux du Salon de Bruxelles de 1851 (seuls ces derniers sont mentionnés).

### Ordre de Léopold
En vertu de l'Arrêté royal du 1er novembre 1851, quatre artistes sont nommés officiers de l'ordre de Léopold : les peintres Louis Gallait, Henri Leys, de même que les sculpteurs Louis-Eugène Simonis et Guillaume Geefs. 
Dix-neuf autres artistes sont nommés chevaliers de l'ordre de Léopold : neuf Belges et dix Européens. Les neuf Belges élevés au grade de chevalier sont : Erin Corr (graveur), Joseph Jonas Dumont (architecte), Joseph Laurent Dyckmans (peintre), Théodore Fourmois, (peintre), Jean-François Portaels (peintre), Joseph Schubert (lithographe),  Joseph Stevens (peintre animalier), Charles-Philogène Tschaggeny, (peintre) et Florent Willems, (peintre belge établi à Paris). 
Les dix Européens sont : Carl Joseph Begas (peintre à Berlin), Eduard Bendemann (peintre à Dresde), Léon Cogniet (peintre à Paris), Maxime David (miniaturiste à Paris), Auguste Dumont (sculpteur à Paris), August Leu (peintre paysagiste à Düsseldorf), Achille-Louis Martinet (graveur français), Joseph-Nicolas Robert-Fleury (peintre à Paris), Georgius Jacobus Johannes van Os (d) (peintre de fleurs à Paris) et Samuel-Leonardus Verveer (peintre à La Haye),.

### Médailles d'or
Sur proposition du jury des récompenses au gouvernement, trente-deux médailles d'or sont décernées, par le même Arrêté royal, aux artistes suivants, :
Les lieux indiqués correspondent aux résidences des artistes en 1851. 
- Étienne Gustave Aubin (d) (portraitiste au pastel à Bruxelles),
- David Bles (peintre à La Haye),
- Maurice Borrel (médailleur à Paris),
- Paul Clays (peintre de marines à Bruxelles),
- Alexandre Thomas Francia (peintre de marines à Bruxelles),
- Joseph Franck (graveur à Bruxelles),
- Alphonse François (graveur à Paris),
- Jules François (d) (graveur à Bruxelles),
- Barthélémy Frison (d) (sculpteur à Tournai),
- Godefroid Guffens (peintre à Anvers),
- Laurent Hart (médailleur à Bruxelles),
- Johann Peter Hasenclever (peintre à Düsseldorf),
- Julius Hübner (peintre à Dresde),
- Jules-Romain Joyant (peintre à Paris),
- Cornelis Kruseman (peintre à La Haye),
- Ernest Meissonier (peintre à Paris),
- Pierre-Jules Mêne (sculpteur à Paris),
- Louis Meijer (peintre à La Haye),
- Adolphe Mouilleron (lithographe à Paris),
- Frédérique Émilie Auguste O'Connell (peintre à Paris),
- Alexis Joseph Pérignon (peintre à Paris),
- Joseph Quinaux (peintre à Bruxelles),
- Camille Roqueplan (peintre à Paris),
- Alfred Stevens (peintre à Bruxelles),
- Louis Tiberghien (peintre à Bruxelles),
- Joseph Tuerlinckx (d) (sculpteur à Malines),
- Johannes Antonius van der Ven (d) (sculpteur à Bois-le-Duc),
- Joseph Van Lerius (peintre à Anvers),
- Joseph van Severdonck (peintre à Bruxelles),
- Jean Hégésippe Vetter (peintre à Paris),
- Léopold Wiener (médailleur à Bruxelles),
- Friedrich Weber (d) (graveur à Paris),
- Albert Zimmermann (peintre à Munich)
- Luigi Zuccoli (peintre à Milan).

### Catalogue
- Catalogue, Exposition nationale des Beaux-Arts de 1851, catalogue explicatif, Bruxelles, G. Stapleaux, 1851, 145 p. (lire en ligne).